# 萨利哈·萨欣
薩利哈（土耳其語：Saliha Şahin，1998年11月5日—），土耳其女子排球運動員，司職主攻手。現時效力於土超豪門球隊伊薩奇巴希女排俱樂部。
薩利哈在2021年開始成為土耳其國家女子排球隊一員。

## 獎項

### 俱樂部
- 2016年世界女排俱樂部錦標賽： - 金牌（伊薩奇巴希女排俱樂部）